# کاروی‌هازا
کاروی‌هازا (به مجاری:  Károlyháza) یک شهرداری در مجارستان است که در ناحیه موشون‌مادیارووار واقع شده‌است. کاروی‌هازا ۱۱٫۲۵ کیلومتر مربع مساحت و ۵۵۳ نفر جمعیت دارد.